# Georg av Brandenburg-Ansbach
Georg av Brandenburg-Ansbach, även kallad Georg den fromme, på tyska Georg von Brandenburg-Ansbach, Georg der Fromme eller Georg der Bekenner, född 4 mars 1484 i Ansbach, död där 27 december 1543, var markgreve och furste av Brandenburg-Ansbach från 1515 till sin död. Han förvaltade efter brodern Kasimirs död dennes furstendöme Brandenburg-Kulmbach för brorsonen Albrekt Alcibiades som förmyndare under perioden från 1527 till 1541. Han erkändes dessutom som hertig av Ratibor i övre Schlesien. Han var en tidig anhängare av den lutherska reformationen och införde lutherdomen som statskyrka i sina furstendömen.
Han efterträddes 1543 av sonen Georg Fredrik (1539–1603) som markgreve av Brandenburg-Ansbach, med brorsonen Albrekt Alcibiades som förmyndare fram till Georg Fredriks myndighet.

## Familj
Georg tillhörde Brandenburg-Ansbach-grenen av huset Hohenzollern och var son till markgreve Fredrik I av Brandenburg-Ansbach och därmed sonson till kurfurst Albrekt Akilles av Brandenburg. Hans mor Sofia Jagiellonica var prinsessa av Polen-Litauen som dotter till kung Kasimir IV av Polen.
Georg var gift tre gånger. Första äktenskapet ingicks 1509 med Beatrice de Frangepan (1480–1510), dotter till den kroatiske fursten Bernardin Frankopan, men Beatrice avled redan året därpå. 1525 gifte han sig med Hedvig av Münsterberg-Oels (1508–1531), dotter till hertig Karl I av Münsterberg-Oels. Med Hedvig fick han två döttrar:
- Anna Maria (1526–1589), gift 1544 med hertig Kristoffer av Württemberg (1515–1568)
- Sabina (1529-1575), gift 1548 med kurfurst Johan Georg av Brandenburg (1525–1598)

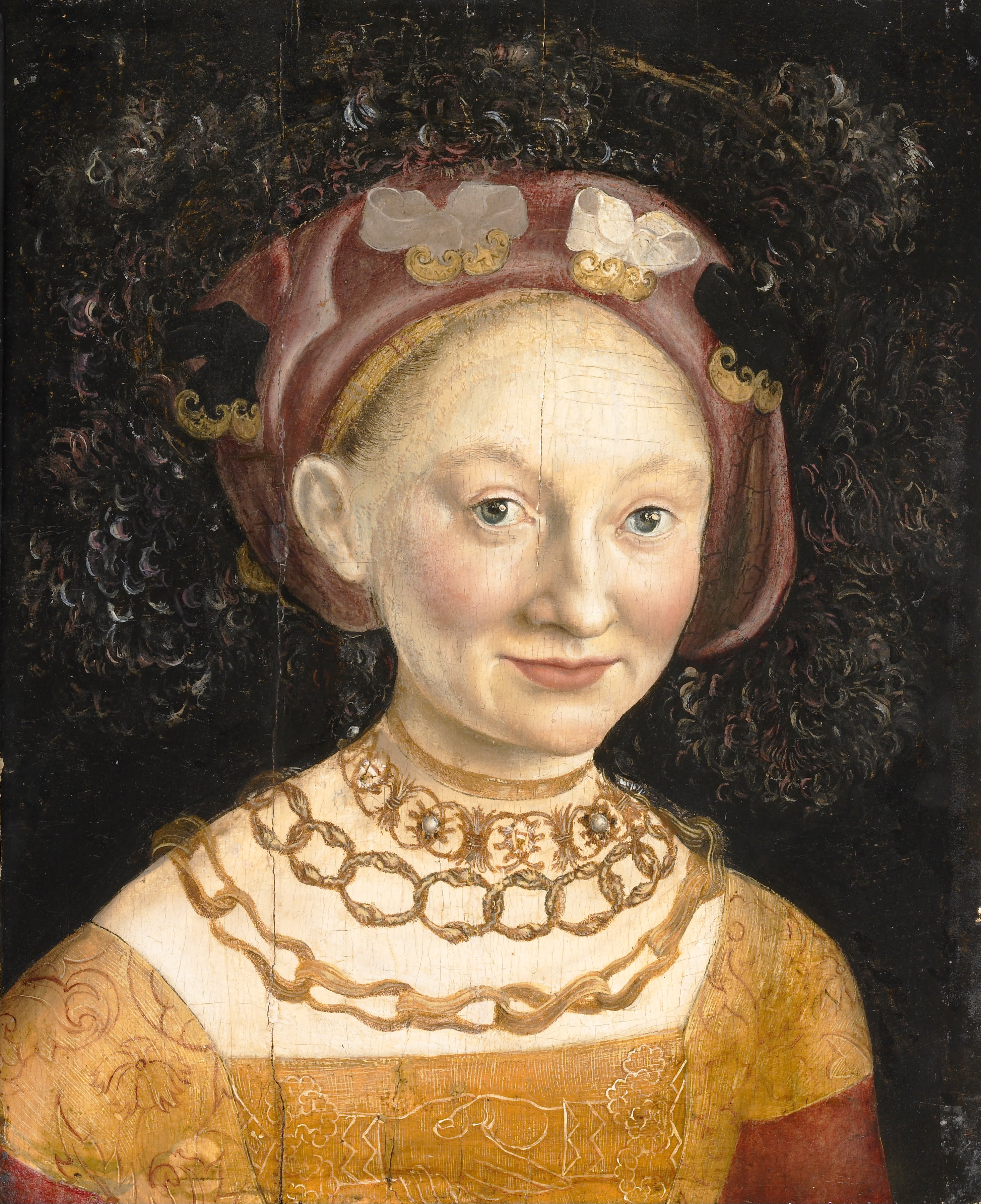
Aemilia av Sachsen (1516–1591), tredje hustru till Georg av Brandenburg-Ansbach. Oljemålning av Hans Krell omkring 1530. Målningen hänger på Walker Art Gallery i Liverpool.

Det tredje äktenskapet med Aemilia av Sachsen (1516–1591), dotter till hertig Henrik IV av Sachsen, ingicks 25 augusti 1533. Paret fick fyra gemensamma barn: 
- Sofia (1535–1587), gift 1560 med hertig Henrik XI av Liegnitz (1539–1588)
- Barbara (1536–1591)
- Dorotea Katarina (1538–1604), gift 1556 med Henrik V av Plauen, borggreve av Meissen
- Georg Fredrik (1539–1603), markgreve av Brandenburg-Ansbach, gift
  - 1558 med Elisabet av Brandenburg-Küstrin (1540–1578),
  - 1579 med Sofia av Braunschweig-Lüneburg (1563–1639)